# إرني توشاك مع فريق الكريكيت الأسترالي في إنجلترا عام 1948
 كان إرني توشاك عضوًا في فريق الكريكيت الأسترالي الشهير دونالد برادمان، الذي قام بجولة في إنجلترا عام 1948 ولم يهزم في 34 مباراة. هذا الإنجاز غير المسبوق من خلال جولة تجريبية في إنجلترا، أكسب رجال برادمان السباق السحري لا يقهر .
اليسار الذراع المتوسطة تيرة التماس الرامى، كان توشاك عضوا في الفريق الاساسيين، ولعب في أول أربعة إختبار نظائر قبل الخضوع لإصابة في الركبة الثابتة. احتوى توشاك على رجال المضاربين الإنجليز بنظرية الأرجل بين انفجارات الكرة الجديدة لكيث ميلر وراي ليندوال. أخذ 11 النصيبه في الاختبارات. وكان أدائه الأكثر شهرة هو 5/40 الذي أخذ في الأدوار الثانية للاختبار الثاني في لورد. ومع ذلك، فشلت ركبته في الأدوار الأولى للاختبار الرابع عندما أخذ 1/112. كان غير قادر على وعاء في الأدوار الثانية وغاب عن الاختبار الخامس، بمناسبة نهاية حياته المهنية الاختبار.
خلال الجولة بأكملها، حصل توشاك على 50 نصًا بريديًا من الدرجة الأولى بمتوسط 21.12 لعبة بولينج مع أربعة أدوار من خمس مجموعات نصية، بما في ذلك أفضل 7/81 ضد يوركشاير في Bra-mall Lane . كما أنه أخذ 6/51 في الأدوار الأولى من المباراة ضد نادي Marylander للكريكيت، الذي كان يمثله بالكامل لاعبو ألعاب الكريكت في اختبار اللغة الإنجليزية، ولعبوا دورًا رئيسيًا في تحقيق النصر. مع قلة قدرة الضرب، عادةً ما احتل فريق توشاك المركز الأخير في تشكيلة أستراليا وسجل 78 هدفًا في المتوسط بمعدل 8.66، وهو أسوأ إجمالي من الدرجة الأولى ومتوسط بين السياح. ومع ذلك، في الاختبارات، وانه رفض مرة واحدة فقط في المتوسط 51.00 مع سلسلة من -الذيل الذي يهز العروض، بما في ذلك حياته أفضل 20 لم يخرج.

## خلفية
قام توشاك بصفته وسيطًا متوسط الذراع، ظهر لأول مرة في لعبة الكريكيت من الدرجة الأولى في 1945-1946 بعد استئناف لعبة الكريكيت بعد الحرب العالمية الثانية. كانت أداؤه كافية لضمان اختياره للجولة النيوزيلندية في أوائل عام 1946، حيث قام توشاك بأول اختبار له في المباراة التي أجريت لمرة واحدة ضد المنتخب المضيف. ومنذ ذلك الحين، كان توشاك عضوًا منتظمًا في الفريق الوطني ولعب في كل اختبار خلال الصيفين المقبلين، إذا سمحت اللياقة بذلك. لعب توشاك في ثمانية من 11 اختبارًا خلال هذه الفترة، حيث أخذ 36 نصًا ويكيًا. قرب نهاية سلسلة الاختبارات ضد الهند في 1947-1948 في أستراليا، بدأت إصابات الركبة تعوق توشاك، وكان موضع شك في جولة إنجلترا عام 1948. قام بالرحلة فقط بعد تصويت بأغلبية 3-2 من قبل لجنة طبية،  على الرغم من كونه واحدًا من اللاعبين الأوائل الذين اختارهم المختارون في استحقاق لعبة الكريكيت. حكمه طبيبان من ملبورن بأنه غير لائق، لكن ثلاثة أخصائيين من ولاية نيو ساوث ويلز مسقط رأسه قدموا نظرة أكثر تفاؤلاً؛ هذا سمح له بجولة. كعضو في برادمان لا يقهر ، كانت الجولة لإخضاعه في تاريخ لعبة الكريكيت. لقد سئم من توقيع التوقيعات أثناء الرحلة البحرية إلى إنجلترا، وعهد إلى صديق بالمهمة. ومع ذلك، لم يكن صديقه على علم بالإملاء الصحيح لاسمه؛ نتيجة لذلك، لا تزال هناك أوراق في التداول وقعت توشاك . ألقى كيث جونسون ، مدير الفريق، حديثًا مع توشاك حول هذا الحادث.

## مباريات الجولة المبكرة
عادةً ما كانت أستراليا تعمل على اختيار فريقها الأول في المباراة الافتتاحية للجولات، والتي كانت عادة ضد ورسسترشاير. تم تضمين توشاك، مما يعزز الهجوم الكروي الجديد لـ Lind wall و Miller والدوران المفاجئ والساق لإيان جونسون وكولين ماكول على التوالي. رمى أستراليا أولا، وتولى توشاك اثنين يكت سريعة للحد من المضيفين 3/158 بعد 137 تديرها النصيبه الثانية الشراكة. أنهى توشاك مع 2/39 كما أستراليا طرد ورسسترشاير لمدة 233. لم يكن مطلوبًا منه مضربًا كما أعلنت أستراليا بتاريخ 8/462، ثم حصل على 1/40 في الدور الثاني عندما بدأ السياح حملتهم بفوز أدوار، مما حدد نغمة الصيف.
استقر توشاك بعد ذلك في الجولة الثانية من الجولة ضد Leicester shire ، التي فازت بها أستراليا بأدوار. ثم غاب عن المباراة القادمة ضد يوركشاير، حيث اقتربت أستراليا من خسارتها لمباراة في الجولة، وتجرفت بأربعة نصيبات على نصيب رطب.
عاد توشاك بينما سافر الأستراليون إلى لندن للعب مع Surrey في The Oval ، وكان أول نزهة له مع الخفافيش على الأرض الإنجليزية، حيث جاء في النهاية وسجل ثمانية أهداف ليساعد حارس مرمى الويكيت دون تالون في إضافة 33 إلى الويكيت الأخير قبل أستراليا انحنى ل 632. ركز توشاك دون نجاح في الأدوار الأولى وأخذ ويكيت واحد في الأدوار الثانية، وهو آرثر ماكنتاير، لينتهي بأرقام المباريات 1/54 حيث هزم Surrey بواسطة أدوار. استغرق توشاك ثم 2/32 في الأدوار الأولى ضد جامعة كامبريدج، ولم الخفافيش كما أعلنت أستراليا في 4/414. ثم أخذ 0/9 من ثمانية المبالغ في الأدوار الثانية، كما أكملت أستراليا فوزا في الأدوار الأخرى. ثم لعب في المباراة ضد إسكس حيث حققت أستراليا 721   يعمل في اليوم الأول لتسجيل رقم قياسي عالمي جديد لمعظم أشواط سجل في يوم من لعبة الكريكيت من الدرجة الأولى. ومع ذلك، ساهم توشاك بأربعة أشواط فقط في رقم 11. في الأدوار الأولى، أخرج توشاك آخر خمسة نصيب من الويكتيات، بما في ذلك هداف الفريق راي سميث لمدة 25، وانتهى بـ 5/31 من 10.5 مبالغ عندما استسلم المضيفون لـ 83، ولم يتمكنوا من التأقلم مع الأرجوحة. فرضت أستراليا المتابعة واستغرق توشاك 2/50 في الأدوار الثانية حيث فازت أستراليا بأدوار و 451 رمية، وهو أكبر هامش في الجولة. ثم واجه جامعة أكسفورد، وسجل هدفين في أستراليا 431. بعد ذلك، استغرق توشاك ثلاثة نصوص ذات ترتيب منخفض في الأدوار الأولى لتنتهي بـ 3/34 من 22 overs ، مما أدى إلى انخفاض السعر أكثر من أي أسترالي آخر. تولى 3/37 في الأدوار الثانية كما أكملت أستراليا النصر أدوار أخرى بعد فرض متابعة على. واجه رجال المضرب في أكسفورد مشكلة في حركة التماس توشاك.
تم الاحتفاظ توشاك للمباراة ضد مارليبون كريكيت كلوب في لورد. أرسل فريق MCC سبعة لاعبين سيمثلون إنجلترا في الاختبارات،  وكانوا أساسًا فريق اختبار كامل القوة، بينما أرسلت أستراليا فريقهم الأول. لقد كانت فرصة لاكتساب ميزة نفسية، حيث لعب كل من لين هوتون ودينيس كومبتون وبيل إدريتش، ثلاثة من أول أربعة رجال المضاربين في إنجلترا. كان توشاك هو آخر رجل وصنع اثنين، ورافق ليندوال في 20 موقفًا نهائيًا من نصيب الويكيت حيث بلغ إجمالي عدد أستراليا 552.
بعد وصول MCC إلى 2/91، اخترق توشاك الترتيب الأوسط. قام كومبتون بالقبض عليه من قبل دون تالون لمدة 26، قبل محاصرة المضرب القادم مارتن دونيلي - لاعب نيوزيلندي - الساق قبل الويكيت لمدة خمس سنوات، وبعد أن تم القبض على هوتون من قبل نائب قائد الفريق ليندساي هاسيت في الدقيقة 52، ثم ترك يستضيف في 5/104. بعد استرداد المضيفين حتى 6/148، قام توشاك بإزالة مؤسس Test all ، كين كرانستون، حارس الويك بيلي غريفيث وسبينر جاك يونغ لمغادرة مركز عملائي في 9/166. في نهاية المطاف، تم طرد «مركز عملائي (MCC)» بعد 189 عامًا، متنازلًا عن الصدارة الأولى من 363 عملية. استغرق توشاك 6/51 من 27 المبالغ، وبرادمان سمح له فقط أربعة المبالغ من الراحة. اختار قائد الفريق الأسترالي فرض المتابعة وسمح لـ توشاك بحمل أخف في الأدوار الثانية، حيث لعب البولينج 15 المبالغ وأخذ 1/43. قام بإزالة إدريش حيث انخفض مركز عملائي لـ 205 في 60.2 المبالغ ليخسرها أدوار و 158 رهان. كان توشاك قد أرسل معظم المبالغ التي قام بها أي لاعب كرة قدم أسترالي في كل من الأدوار. اعتبر برادمان أن أداء توشاك الأول هو أفضل ما لديه في الجولة. ركز توشاك مرة أخرى على الجذع في الساق، والذي وصفه بعض المراقبين الإنجليز بأنه سلبي. ومع ذلك، قال ضابط الاختبار الأسترالي السابق جاك فينجلتون إن خط توشاك كان قريبًا بما يكفي لساقه الجذابة التي يجب أن تلعبها معظم الكرات.
في المباراة المقبلة ضد Lancashire ، حقق توشاك أربعة أهداف في أستراليا 204، قبل أن يدعي كلا الفتاحات بعد أن تقدم في 48، بما في ذلك مضرب الاختبار Cyril Wash-brook . انتهى توشاك بـ 2/40 حيث انتهت المباراة بالتعادل بعد غسل اليوم الأول. كان هذا أول فوز لأستراليا في الجولة. بعد ست مباريات متتالية في غضون 21 يومًا،  استُقر توشاك للمباراتين التاليتين أمام نوتنجهامشاير على ملعب ترينت بريدج وهامبشاير؛ انتهت المباريات بالتعادل وفوز أستراليا الثمانية على التوالي.
عاد توشاك لمباراة المقاطعة النهائية ضد Sussex قبل الاختبار الأول. لم يتخذ نصيبًا من النصيب، ولكنه قام بتدبير رجال المضرب المحليين حيث قام ليندوال بتفجيرها بأرقام المباريات 11/59. ثمانية من ضحايا ليندوال تعرضوا لجرذانهم. طغت توشاك 15 المبالغ لمدة 23 أشواط في الأدوار الأولى حيث تم تقصير المضيفين لمدة 86. لم يخفق مع تقدم أستراليا 5/549 ثم عاد في الأدوار الثانية لمدة 17 المبالغ التي أسفرت عن ثلاث طلقات التهديف فقط ليصبح المجموع ستة أشواط. أنهى المباراة مع ما مجموعه 0/29 من 32 المبالغ.

## الاختبار الأول
كان أداء توشاك في الاختبار الأول في Trent Bridge أداءً هادئًا، حيث كان يأخذ نصيبًا واحدًا في كل أدوار. فازت انكلترا إرم وانتخب للمضرب. حوصر توشاك كابتن الفريق نورمان ياردلي في ساقه قبل الويكيت بالكرة التي تم تقويمها بعد النغمة،  وانتهت بـ 1/28 حيث انكلترا خرجت ل 165. جاء توشاك بعد ذلك إلى الويكيت في 9/476 وكان متورطًا في شراكة يكت النهائي النهائي من 33 مع جونستون، وسجل 19   يدير - أفضل ما لديه في مستوى الاختبار حتى الآن - في 18 فقط   دقائق، والضرب بأسلوب متهور وعصبي،  قبل أن تسقط lbw إلى أليك بيدسر، منهية أدوار أستراليا في عام 509 بفارق 344 رحلة.
خلال الأدوار الثانية، اعتقد برادمان أن المطر قد يأتي، لذلك استخدم توشاك لصحن نظرية الساق الدفاعية. لقد فعل ذلك لإبطاء التهديف حتى لا يكون للإنجلترا تقدم في الوقت الذي جاء فيه المطر لإحداث نصيب لزج، وإلا فإن أستراليا كانت ستضطر إلى مطاردة هدف على أرض صعبة ذات ارتداد وسرعة غير منتظمين. نظرًا لأن الحكام كانوا مضطرين لعدم إيقاف اللعب إلا إذا كان الضوء سيئًا للغاية مثل تعريض رجل المضرب للخطر، فقد أجبر قلة سرعة جونسون وتوشاك على مواصلة الإجراءات لأنها لم تشكل أي خطر على رجال المضرب. في وقت مبكر من صباح اليوم الرابع، تمكنت توشاك من جعل الكرة تنحرف بانتظام أثناء البولينج لهوتن ودينيس كومبتون،  ولكن برادمان اختار أن يأخذ ميلر الكرة الجديدة في الخامس من اليوم بمجرد توفرها، أخذ توشاك قبالة. في وقت لاحق، تم استخدام توشاك بشكل دفاعي بينما هاجم ميلر من الطرف الآخر. كانت استجابة برادمان للحدود التي ضربتها من توشاك هي زيادة تكدس الجانب مع الحقول في المواقف الدفاعية، وكان التسجيل بطيئًا كما تمسك توشاك بدقة. تولى توشاك نصيب جو هاردستاف جونيور عن عمر 43 عامًا، الذي كان يتحصن مع هاسيت على جانب الساق، بعد أن ساند دينيس كومبتون في شراكة 93. انحرفت الكرة في الهواء وسافرت في منتصف الطريق إلى حدود الساق المربع، لكن هاسيت نجح في تتبع مسارها عبر الضباب. انتهى توشاك بـ 1/60 من 33 نظرًا لأن أستراليا كانت واحدة قصيرة بعد إصابة ليندوال منعته من البولينج منذ الظهيرة الأولى. انكلترا انحرفت عن 441 واستراليا وصلت إلى هدف 98 مع ثمانية النصيب في متناول اليد.
استقر توشاك في أول جولة للجولات بعد الاختبار الأول ضد نورثهامبتونشاير، الذي فازت به أستراليا بأدوار. عاد ضد يوركشاير في Bra-mall Lane ، شيفيلد، حيث صنع أربعة بينما حارب أستراليا أولاً وسجل 249. ثم سجلت أفضل تحليل أدوار له من الدرجة الأولى المهنية، مع الأخذ 7/81 من 40 المبالغ متتالية،  bemusing في يوركشاير متفرج مع لهجته الأسترالية ومميزة «آه ويز إي» جذابة. أزال كلا الفتاحات، بما في ذلك هوتون، ثم رمى كابتن يوركشاير وإنجلترا نورمان ياردلي لمغادرة المضيفين في 3/107. بعد بلوغ يوركشاير 4/149، استحوذ توشاك على أربعة نصوص إضافية حيث انهار المضيفون ليصبحوا 206 لاعبين. وقف حارس مرمى فريق الويكيت رون ساجرز أمام المباريات ووقف تيد ليستر قبل أن يقوم توشاك بإزالة ثلاثة رجال من الرتب الدنيا. لم يخفق توشاك أو الخليط مرة أخرى حيث دخلت المباراة في قرعة. قرر برادمان المضرب حتى وقت متأخر بعد ظهر اليوم الثالث وتأمين التعادل بدلاً من الضغط من أجل الفوز؛ كافح يوركشاير فقط لمدة 27 المبالغ في أدوارهم الثانية، وصيح الجمهور برادمان لعدم سعيه لتحقيق النصر. مع المباراة آمنة، اختار برادمان أن يعتمد بشكل أساسي على لاعبو الرماية من الخيار الثاني للحفاظ على طاقة لاعبو خط المواجهة الأمامية في الاختبار التالي.
فازت أستراليا برمية وضربت أولا في الاختبار الثاني في لورد. كانوا على القدم الخلفية في 7/258 في جذوع في اليوم الأول. في صباح اليوم الثاني، هجمت القوات الأسترالية على الهجوم الأدنى انضم توشاك جونستون مع النتيجة عند 9/320، ووضعوا في 30 أشواط قبل أن جونستون الحيرة. استعادت أستراليا الزخم، مضيفة 92 تمريرة في 66 دقيقة من الضرب في الصباح. تم التقاط سلسلة واحدة من قطعتين من إدريش لمدة 28 مرة، مع العديد من الكرات التي تم رشها عن غير قصد على الزلات أو الأغطية. تأرجح كل من اللاعبين بعنف على الكرة، والتي كانت في كثير من الأحيان في اتجاهات مختلفة إلى حد كبير حيث كان الهدف من الطلقات. جعل كلا اختبار جديد أفضل الدرجات. وسجل توشاك 20 لا خارج. لعب كل من جونسونو توشاك - غير المعروفين بقدرتهم القتالية - دون مثبطات، حيث استمتعوا بفرح في حظهم. ثم انكلترا انحرفت عن 215. كان توشاك بلا خوف، لكنه كان الأكثر اقتصادا من الرماة، إذ لم يستسلم سوى 23 شوطا من 18 شوطا. تم تشغيل توشاك بعد أخذ الكرة الجديدة الأولى، وبما أن إنجلترا قد انخفضت إلى 4/46، فقد لعبوه بحذر في محاولة لإعادة بناء الأدوار. ثم أعلنت أستراليا في 7/460 في أدوارها الثانية مع توشاك لا يشترط أن الخفافيش، وترك إنجلترا هدف 596.
تقدمت إنجلترا إلى 1/52 في جولة مطاردة قبل ضربة مزدوجة من توشاك. سقط إدريش ووشبروك في تتابع سريع لمغادرة إنجلترا في 3/65. ارتفع إدريش إلى جونسون في أسفل الزلات وتالون استغرق الصيد الصعب لإزالة Wash-brook. قرر إدريش أن يقف على الأرض بعد أخذ المصيد، معتقدًا أنه ربما يكون قد اصطدم بكسر في الأرض قبل أن يطير إلى جونسون، لكن الحكم استبعد خلاف ذلك وطرده. تغسل Wash-brook من الداخل بداخل توشاك بشكل كامل مباشرةً في أسفل تالون. وصف برادمان المصيد بأنه «معجزة» لأن تالون كان عليه أن يصل إلى مستوى منخفض للغاية، وبسرعة، من أجل إكمال المصيد. تكهن المعلق الإنجليزي جون أرلوت بأن إدريش ووشبروك ربما فقدا تركيزهما بعد أن تم استبدال ليندوال بشركة توشاك، مما أدى إلى شعور زائف بالأمان بمجرد توقف الرامي الأسترالي الرائد عن العمل. ثم تعافت إنجلترا لتصبح 3/106 على جذوعها في اليوم الرابع.
ياردلي وتوم دولري تولى لتصبح النتيجة 4/133 صباح النهائي قبل توشاك رمى السابق لمدة 11. ثم حوصر أليك كوكسون كرتين في وقت لاحق في نفس البطة، وترك إنجلترا في 6/133. قام كوكسون بالتبديل عبر جذوعه وفقد توصيله الأول، والذي أصابه أمام جذوع الرقائق وأثار نداء صاخبًا عالياً، وفعل الشيء نفسه مع الكرة التالية، وأيد الحكام النداء الأسترالي الثاني. خلال هذه اللعبة ، أقر توشاك فقط بخمسة أشواط من ثماني مرات ، لكن تم إقلاعها عندما أراد برادمان أخذ الكرة الجديدة والاستفادة من ليندوال وجونستون. انتهت المباراة عندما ضرب دوغ رايت توشاك على ليندوال وانكلترا من أجل 186، وختم فوز 409 لأستراليا. انتهى توشاك بـ 5/40 من 20.1 المبالغ مع ميلر غير قادر على وعاء بسبب الإصابة. خلال أداء الأدوار الثاني ، استخدم توشاك قدمين قصيرتين ومنتصف سخيف. قال أرلوت إنه على الرغم من أن توشاك كان لديه أفضل الشخصيات ، إلا أن ليندوال كان الشخصية المحورية ، وفي الأخير «أزعج هوتون بشدة ، فقد وجه ضربة إلى معنويات الضربة الإنجليزية التي لم يتم التغلب عليها أبدًا.» 
بدأت مباراة ضد ساري في اليوم التالي للاختبار الثاني ،  ولكن برادمان طلب مع ذلك من توشاك أن يستعصي على 20 مباراة مع ساري حارب أولاً. تولى 2/76 بما في ذلك قائد المعارضة ايرول هولمز. رداً على 221 المضيفين ، قدمت توشاك واحدة من إجمالي 389 في أستراليا. ثم أزال آرثر ماكنتاير وإريك بيدسر في الأدوار الثانية وانتهى بفوزه 2/29 حيث فازت أستراليا بعشرة نصوص. ثم استقر توشاك بعد أن لعب 12 يومًا من لعبة الكريكيت في غضون أسبوعين ،  عداد المفقودين على الفوز في الأدوار على جلوسيسترشاير.

## الاختبار الثالث
كان لـ توشاك اختبارًا ثالثًا ناجحًا إلى حد ما ، والذي اختارت فيه إنجلترا للمضي قدمًا. فقدت إنجلترا اثنين من النصائح المبكرة ، وعندما جاء توشاك ، دافع جاك كرب مرارًا عن سلسلة من عمليات التسليم إلى أرثر مورس عند نقطة سخيفة. نظرًا لأن المضيفين كانوا في مأزق ، فقد لعبوا بحذر وكان أول خمسة توائم من توشاك جميعهم من الوسط. ثم ضرب كراب وتوشاك إلى Sid Barnes في ساقه القصيرة ، ولكن تم إسقاط المصيد. ومع ذلك ، لم يستفد كراب كما أقرت توشاك بثمانية أشواط على التوالي بثمانية مبالغ.
في منتصف اليوم ، هبطت إنجلترا إلى 5/119، وجاء الكابتن ياردلي. لقد ضرب توشاك في الهواء ، لكن Barnes لم يستطع إكمال رد الفعل المنعكس في ساقه القصيرة. ومع ذلك ، لم يكلف هذا الخطأ العديد من أشواط. ارتقى ياردلي إلى توشاك في جنبه وأيدي جونسون في الساق الأمامية إلى الأمام ليهبط لمدة 22 بنتيجة 6/141. تسبب البولينج الدفاعي في توشاك في أن يفقد قائد اللغة الإنجليزية الصبر وترك رحيله لمدة 22 النتيجة في 141/6. صعد توشاك ديك بولارد متأخرا في الأدوار لينتهي مع 2/75 من 41 المبالغ - بما في ذلك 20 قبلات - وانكلترا انتهت مع 363. لم يهزم توشاك على الصفر وكان في حالة تجعد لمدة دقيقة واحدة كما ردت أستراليا بـ 221. في الأدوار الثانية ، قام توشاك بإزالة Compton من أجل بطة ، واشتعلت به Miller ، وانتهى مع 1/26 عندما انتهت المباراة المتأثرة بالمطر بالتعادل. هو أيضا قد سقط [وشبروك] في الزلات طوق ب [جونسون] ، واحدة من عدّة أوقات أنّ الضابطة كان استرجعت أثناء النوبات.
بعد البولينج 53 المبالغ في الاختبار الثالث ، كان توشاك راحة للمباراة ضد ميدلسكس . كانت المباراة الجولة الوحيدة قبل الاختبار الرابع ، وفازت أستراليا بعشرة نصوص.

## الاختبار الرابع
اندلعت إصابة توشاك في الركبة مرة أخرى في الاختبار الرابع في هيدنجلي بعد أن اختارت إنجلترا للمضرب. في صباح اليوم الأول ، تفوقت لين هوتون ، فتحت إنجلترا ، على توشاك عبر الزلات ، ثم سقطت في 25. وصل هوتون أخيرًا إلى 81 عامًا كما وضع الزوج الافتتاحي في 168. كان توشاك بلا خوف حيث أغلق المضيفون اليوم الأول في 2/268. في صباح اليوم التالي ، تم إبعاده من الهجوم بعد أن ضربه الحارس الليلي بيدسر لمدة ثلاث جولات متتالية. بعد استراحة الغداء ، صعد توشاك إلى Jack Crapp من تسديدة ذات حواف داخلية لمدة خمسة ليغادر إنجلترا في الساعة 5/447. أنهى توشاك مع 1/112 غير فعالة من 35 المبالغ كما إنجلترا 496. وكان أغلى وغير اقتصادي من الرماة في الخطوط الأمامية وكان أدائه الأكثر اقتصادا في الاختبارات. وقد أدى إلى تفاقم إصابة ركبته وتم نقله لاحقًا إلى لندن لإجراء عملية جراحية في الغضاريف ، حيث أنهى واجباته في البولينج في المباراة ومهنته في الاختبار.
في وقت متأخر من اليوم الثالث ، كان توشاك جزءًا من الحركة الأسترالية المتأخرة التي قللت من تقدم أدوار إنجلترا. جاء إلى التجعد في الساعة 9/403 لمرافقة ليندوال ،  حيث ظهر في موقف 55 تشغيلًا واستمر في آخر 50 دقيقة حتى جذوعه ، مع ترشيح جونستون له . كانت أستراليا 9/457 في جذوعها ، مع ليندوال في 76 وتوشاك في 12. قام ليندوال بزراعة الإضراب من خلال محاولة ضرب الحدود والثنائية أثناء النهاية ، لكن ياردلي لم يلجأ إلى التكتيك المتمثل في تحديد مجال عميق لإعطاء واحدة ليندوال لتضرب توشاك. على الرغم من افتقار توشاك وجونستون إلى الإلمام بالعمل والركض على التوالي ، والاضطرابات الناتجة في الركض بين الويكيتات ، كان ليندوال قادرًا على التحكم في الإضراب حتى واجه معظم الكرات. في صباح اليوم التالي من اللعب ، لم يضيف توشاك إلى مجموعته قبل طرد Lind wall وانتهت أستراليا بـ 458 في اليوم الثالث من اليوم ، تاركًا للسائحين 38 متأخرًا في الأدوار الأولى. لم يشارك توشاك في الأدوار الثانية حيث صنعت إنجلترا 8/365 وجعلت أستراليا هدفًا قدره 404 للفوز في اليوم الأخير. حققت أستراليا سباقين متقابلين مع سبعة نصوص في اليد ، مسجلة رقما قياسيا عالميا جديدا لأعلى مطاردة ناجحة في الاختبارات.
بعد الإصابة في هيدنجلي ، كان توشاك خارج اللعبة لمدة أسبوعين ، حيث فقد المباريات ضد ديربيشاير وجلامورجان ووارويكشاير . انتهت هذه المباريات بفوز كبير ، وتعادل في المطر وفوز تسعة نصيب على التوالي. عاد ضد لانكشاير وسجل اثنين في أستراليا 321. ثم رمى سبعة المبالغ في الأدوار الأولى ، مع 0/17. لقد أدى إلى تفاقم إصابته ولم يلعب في الأدوار الثانية ولم يلعب مرة أخرى للجولة. نتيجة لذلك ، غاب توشاك عن الاختبار الأخير وثماني مباريات سياحية أخرى ، ثلاث منها لم تكن من الدرجة الأولى. فازت أستراليا بالاختبار الخامس من خلال أدوار في غياب توشاك للفوز بالسلسلة 4-0، وواصلت مباريات الجولة المتبقية دون هزيمة.

## وظيفة

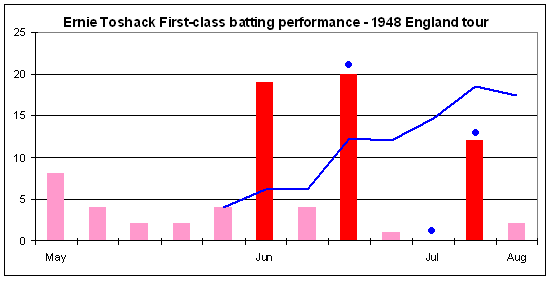
رسم بياني يوضح أداء توشاك الضرب أثناء الجولة. يتم تمثيل الأشواط التي يتم تسجيلها لكل أدوار بواسطة الحانات ، حيث تكون الأشرطة الحمراء عبارة عن أدوار اختبار والأعمدة الوردية عبارة عن أدوار أخرى من الدرجة الأولى. الخط الأزرق هو متوسط الخمس أدوار الأخيرة وتشير النقاط إلى عدم وجود نقاط.

A اليسار الذراع المتوسطة تيرة الخياط ، كان توشاك عضوا في فريق الاختيار الأول برادمان ولعب في الاختبارات الأربعة الأولى قبل أن يتم اسقاطه من قبل بسبب اصابة في الركبة الثابتة. احتوى توشاك على رجال المضرب الإنجليز الذين استخدموا نظرية الساق بين انفجارات الكرة الجديدة لميلر وليندوال ،  عادةً ما عاودوا تغيير ثاني بعد ميلر ، ليندوال وجونستون. شجبت الصحافة الإنجليزية أسلوب توشاك في البولينج بأنه سلبي ، لكن جاك فينجلتون قال «إنه قريب جدًا من جذوع اللعبة بحيث يجب تقريبًا لعب كل كرة».
خلال الاختبارات ، استغرق توشاك 11 النصيبه في 33.09. كان أدائه المميز هو 5/40 في الأدوار الثانية للاختبار الثاني في Lord . من بين الوفاقين الأربعة في خط المواجهة ، حصل توشاك على ثاني أفضل معدل للاقتصاد ، على الرغم من أنه مع لعبة البولينغ للساق ، كان لديه معدل إضراب بلغ 94.45، في حين أن جميع لاعبي التنس السريع الثلاثة كانوا جميعهم أقل من 70. كانت حكاية مماثلة في إحصاءات من الدرجة الأولى ، مع ثاني أفضل اقتصاد بين الرماة في الخطوط الأمامية السبعة ، ولكن أسوأ معدل للإضراب. خلال الجولة بأكملها ، حصل توشاك على 50 نصًا برمجيًا في الساعة 21.12 مع أربعة أدوار ذات خمس فتحات ، بما في ذلك أفضل 7/81 ضد يوركشاير في Bra-mall Lane. كما أنه أخذ 6/51 في الأدوار الأولى من المباراة ضد نادي مارليبون للكريكيت ، والتي كانت ممثلة بالكامل تقريبًا بواسطة لاعبي الكريكيت في اختبار اللغة الإنجليزية. استغرق توشاك اثنين من الصيد في جولة ، لا شيء منهم في الاختبارات.
كضرب غير كفء بلغ متوسطه 5.78 في مسيرته من الدرجة الأولى ، تمكن توشاك من اختبار متوسط قدره 51.00 في جولة عام 1948 بعد طرده مرة واحدة فقط ، خلف Arthur Morris وSid Barnes و Bradman و Neil Harvey . كان الـ20 الذي لم يهزم في اختبار Lord's Test هو أفضل نتيجة له من الدرجة الأولى ، حيث تم صنعه في موقف من الويكيت العاشر مع جونستون.
خلال الجولة ، حظي توشاك بفرص قليلة مع الخفافيش ، حيث تم وضعه دائمًا في الرقم 10 ورقم 11 بالترتيب جنبًا إلى جنب مع Johnston ،  وهو خياط آخر بقليل من القدرة القتالية. N- [1] لم ينجح أي لاعب في بلوغ 30 عامًا في حياته المهنية ،  وكانا اللاعبان الوحيدان الوحيدان اللذان فشلا في الوصول إلى نصف قرن خلال الجولة. نظرًا لأن الرماة المتخصصين الأستراليين الآخرين هم Lindwall و McCool و Johnson وDoug Ring ، وكلهم قضوا قرون وأكثر من 18 عامًا خلال حياتهم المهنية من الدرجة الأولى ،  توشاك وجونستون متجذرين في أسفل الترتيب. نظرًا لأن أستراليا غالبًا ما فازت بأدوار ، وأعلنت في الأدوار الأولى عدة مرات بسبب قوتها القتالية ، لم يكن لدى توشاك سوى 12 أدراج في 15 مباراة له من الدرجة الأولى ، ولم يتغلب أبدًا في الأدوار الثانية ، وسجل 78 جولة في الساعة 8.66. من بين 78 عملية ، جاء 51 من أربعة تجارب في اختبارات توشاك الأربعة.
بسبب هشاشة ركبته ، تم استخدام توشاك بشكل ضئيل في المباريات السياحية ، حيث لعب في11 فقط من 29 مباراة غير اختبار في الجولة ،  على الأقل من أي لاعب. لم يستطع توشاك اللعب في آخر تسع مباريات من الجولة ، حيث أصيب في المباراة الثانية ضد لانكشاير.